# Ръжен
Ръжѐн (гребач, ожег, ватрал, дилаф) се нарича метален уред за разравяне на огъня в огнище или камина и загребване или очукване на жар. Представлява дълъг прът с лопатковидно уширение в единия край, често завършващ и с шип, закривен под прав ъгъл.
Ръженът играе важна роля във вярванията и обредите на българите. Според народното вярване, нощем, в потайна доба, ръженът оживява. Затова, след като се зарови огънят в огнището преди лягане, стопанката трябва да положи ръжена легнал край огнището, а да не го оставя изправен, тъй като в потайната доба идват зли духове и болести, които тропат по вратата и подмамват ръжена да им отвори. Ако е оставен изправен, той отивал и им отварял, но ако е положен легнал, то тогава не можел да се изправи.
Вярва се, че никаква магия не може да победи ръжена, че той е по-силен от всички магии. Тази представа предопределя участието му в много баяния и обредни практики от народната медицина. При епидемия по хората или животните на ръжена се слагат целебни и/или магически билки, които се запалват и с ръжена се прекадява къщата или обора (кошарата, курникът). С ръжен се прекадяват и мъртвецът и гробът при погребение; ако няма палешник, с ръжен се прекадява и празничната трапеза на Бъдни вечер.
Когато след сватбата младата невеста влезе за първи път в новата си къща, тя отива при огнището и разравя огъня с ръжена като знак, че вече тя ще се грижи за това огнище (съответно – дома). Народната вяра забранява неженени мома и момък да бъдат удряни с ръжен, защото няма да се оженят.
С ръжен и маша се гонят змиите при празниците Марта, Свети 40 мъченици, Благовец и Еремия.